# Epeli Nailatikau
Epeli Nailatikau (Suva, 5 luglio 1941) è un politico figiano, Presidente della repubblica delle Figi dal 2009 al 2015.
Generale di brigata, Ratu Epeli Nailatikau, CF, LVO, OBE, MSD, KStJ, (chiamato anche Na Turaga Mai Naisogolaca) diventa presidente ad interim il 30 luglio 2009 dopo le dimissioni di Josefa Iloilo. Presta giuramento il 5 novembre 2009. Rimane in carica fino a ottobre 2015 quando viene eletto George Konrote con la nuova costituzione del 2014.
L’11 febbraio 2019, diventa lo Speaker (presidente del Parlamento delle Figi) ottenendo 30 voti, contro 21 a Tanya Waqanika.